# Portrait d'un gentilhomme en fourrure
Le portrait d'un Gentilhomme en fourrure (ou Gentilhomme en pelisse - en italien Ritratto di gentiluomo in pelliccia), est une peinture à l'huile sur toile de 140,5 × 108 cm réalisée par le peintre vénitien maniériste Paolo Véronèse, autour de 1550-1560, et conservé dans la Galerie Palatine, au palais Pitti à Florence. 
Son sujet est inconnu - Daniele Barbaro a été suggéré, mais cela est contredit par son véritable portrait se trouvant au Rijksmuseum d'Amsterdam.